# Bengta Eskilsson
Bengta Eskilsson, född Nilsdotter 16 juni 1836 i Hammarlunda församling, Malmöhus län, död 2 januari 1923 i Lunds stadsförsamling, var en svensk konstvävare.
Hon var dotter till lantbrukaren Nils Persson och Elna Larsdotter och gifte sig 1887 med malttillverkaren Johan Fredrik Eskilsson. Hon grundade 1887 sin egen konstvävnadsanstalt.
Hon var en under sin samtid framgångsrik konsthantverkare, som deltog i flera uppmärksammade utställningar. Hon mottog hedersdiplom vid utställningen i Köpenhamn 1888, silvermedalj i Göteborg 1891, extrapris i Ystad 1893, silvermedalj i Lund 1895, i Malmö 1896 och i Stockholm 1897, guldmedalj i Paris 1900, hederspris av Malmöhus läns Hushållssällskap, silvermedalj i Hälsingborg 1903 och guldmedalj i Lund 1907.